# El violoncelista Upaupa Schneklud
El violoncelista Upaupa Schneklud es una obra del pintor postimpresionista Paul Gauguin realizada en 1894. Es un óleo sobre lienzo de 73,5 × 52,5 centímetros, que se encuentra en el Museo de Arte de Baltimore.
En esta obra aparece el músico sueco Fritz Schneklud tocando el violonchelo.